# أولاد حمزة (أولاد اصبيح)
أولاد حمزة هو دُوَّار يقع بجماعة أولاد اصبيح، إقليم قلعة السراغنة، جهة مراكش آسفي في المملكة المغربية. ينتمي الدوّار لمشيخة أولاد اصبيح التي تضم 3 دواوير. يقدر عدد سكانه بـ 3223 نسمة حسب الإحصاء الرسمي للسكان والسكنى لسنة 2004.

## روابط خارجية
- البوابة الوطنية للجماعات الترابية
- المندوبية السامية للتخطيط